# Васильковський Василь
Василь Васильковський (1778—1813) — російський військовий полковий священник.
Перший в історії православного духовенства військовий священник, нагороджений орденом Святого Георгія.

## Біографія
Народився 24 листопада 1778 року в провінційному містечку Сєвськ Бєлгородської губернії. У рік його народження в Сєвську було відкрито духовну семінарію, де він і навчався. Закінчивши семінарію 1804 року Васильковський одружився й був призначений ієреєм до Іллінської церкви міста Суми. Невдовзі він овдовів і разом із малолітнім сином Симеоном переселився до Старохарківського монастиря.
У липні 1810 року його було призначено священником 19-го єгерського полку. Під час Вітчизняної війни 1812 року 19-й єгерський полк брав участь майже в усіх великих битвах із ворогом, які вела 1-ша Західна армія, до складу якої входив полк, — зокрема в боях під Вітебськом і при Бородіно.
Командир 24-ї піхотної дивізії генерал-майор Лихачов у своєму зверненні до члена Святійшого Синоду оберсвященника армії та флоту протоієрея І. С. Державіна писав про Васильковського:

«У ввіреній мені дивізії священник 19-го єгерського полку Василь Васильковський під час бою 15 липня 1812 року поблизу міста Вітебськ за щирим його прагненням перебував на самому початку битви попереду з хрестом, благословив полк, а потім у самому запеклому бою, підбадьорюючи всіх до перемоги над ворогом, сповідував важко поранених. Там від рикошету ядра отримав поранення в ліву щоку землею, однак навіть із цією раною залишався в битві, доки вдруге не отримав удар кулею в хрест, що висів у нього на грудях, і важкий удар у груди. Вважаю своїм обов'язком повідомити Вашому високопреподобію про цю відзнаку священника Васильковського і найпокірніше просити за його ревність до віри та користь для Монарха про клопотання щодо гідного нагородження, яке він по праву заслужив».

Невдовзі Васильковського було нагороджено фіолетовою камилавкою.
Після битви під Малоярославцем у своїй доповідній записці до Кутузова генерал Дохтуров клопотав про нагородження Васильковського:

«Священник Васильковський у цьому бою весь час перебував із хрестом у руках попереду полку і своїми настановами та прикладом мужності підбадьорював воїнів твердо стояти за Віру, Царя і Вітчизну та мужньо бити ворога, при цьому сам був поранений у голову».

За проявлену в цих битвах мужність і відвагу священник Василь Васильковський був вартий честі стати першим в історії Росії священником, нагородженим орденом Св. Георгія Побідоносця. Орден 4-го ступеня було вручено йому 17 березня 1813 року.
Про подальшу долю отця Василя відомо, що він разом зі своїм полком брав участь у закордонному поході і там помер від отриманих поранень, ймовірно 24 листопада 1813 року.

## Пам'ять
- 5 жовтня 2014 року у Малоярославці було відкрито пам'ятник о. Василію Васильковському, створений за ініціативою Російського військово-історичного товариства народним художником Росії С. О. Щербаковим.